# Comuna de Kolbuszowa
Kolbuszowa (polaco: Gmina Kolbuszowa) é uma gminy (comuna) na Polónia, na voivodia de Subcarpácia e no condado de Kolbuszowski. A sede do condado é a cidade de Kolbuszowa.
De acordo com os censos de 2005, a comuna tem 24 793 habitantes, com uma densidade 145,3 hab/km².

## Área
Estende-se por uma área de 170,59 km², incluindo:
- área agricola: 68%
- área florestal: 22%

## Demografia
Dados de 30 de Junho 2004:
|                      | Total   | Total | Mulheres | Mulheres | Homens  | Homens |
| -------------------- | ------- | ----- | -------- | -------- | ------- | ------ |
|                      | pessoas | %     | pessoas  | %        | pessoas | %      |
| População            | 24 448  | 100   | 12 569   | 51,4     | 11 879  | 48,6   |
| Densidade (pop./km²) | 143,3   | 100   | 73,7     | 73,7     | 69,6    | 69,6   |

De acordo com dados de 2002, o rendimento médio per capita ascendia a 1242,85 zł.

## Comunas vizinhas
- Cmolas, Dzikowiec, Głogów Małopolski, Niwiska, Raniżów, Sędziszów Małopolski, Świlcza